# Callistoctopus graptus
Callistoctopus graptus is een inktvissensoort uit de familie van de Octopodidae. De wetenschappelijke naam van de soort werd voor het eerst geldig gepubliceerd in 1992 door Norman als Octopus graptus.